# Etkul'
Etkul' (in russo Еткуль?) è un villaggio della Russia che appartiene all'oblast' di Čeljabinsk; è il centro amministrativo del rajon Etkul'skij.
Si trova sulla sponda occidentale dell'omonimo lago, 42 km a sud di Čeljabinsk.